# Xuekong
Xuekong (kinesiska: 学孔, 学孔乡) är en socken i Kina. Den ligger i provinsen Guizhou, i den sydvästra delen av landet, omkring 150 kilometer norr om provinshuvudstaden Guiyang. Antalet invånare är 16869. Befolkningen består av 8 187 kvinnor och 8 682 män. Barn under 15 år utgör 29,0 %, vuxna 15-64 år 62 %, och äldre över 65 år 8,0 %.